# Francis Geng
Francis Geng, né le 23 septembre 1931 à Paris et mort le 10 avril 2022 à Nogent-le-Rotrou,, est un homme politique français.

## Détail des fonctions et des mandats
Mandats parlementaires
- 19 mars 1978 - 22 mai 1981 : député de la 2e circonscription de l'Orne
- 21 juin 1981 - 1er avril 1986 : député de la 2e circonscription de l'Orne
- 16 mars 1986 - 14 mai 1988 : député de l'Orne
- 5 juin 1988 - 1er avril 1993 : député de la 2e circonscription de l'Orne